# Hình chiếu phối cảnh góc nhìn cao
Hình chiếu phối cảnh góc nhìn cao là hình chiếu phối cảnh thể hiện vật thể, đối tượng với góc nhìn từ một điểm trên cao xuống, ngược lại góc nhìn từ dưới thấp nhìn lên thì có hình chiếu phối cảnh góc nhìn thấp.
Cần phân biệt Hình chiếu phối cảnh góc nhìn cao với hình chiếu bằng của phép chiếu thẳng góc hoặc hình chiếu trục đo.